# Linnaemya rudebecki
Linnaemya rudebecki là một loài ruồi trong họ Tachinidae.